# Andreas Udvari
Andreas Udvari (* 15. Dezember 1981 in Gräfelfing) ist ein ehemaliger deutscher Bobfahrer.
Andreas Udvari ist Gymnasiallehrer und startete für den WSV Königssee. Der Münchener, der nach einer erfolgreichen Leichtathletikkarriere als Zehnkämpfer, er war mehrfacher Bayerischer Meister und deutscher Mannschaftsmeister im Zehnkampf, seit 2003 den Bobsport betreibt, ist einer der besten deutschen Anschieber. Er ist Mitglied im Team von Karl Angerer. Mit diesem gewann er 2004 die Bronzemedaille im Zweier- und Viererbob bei den Juniorenweltmeisterschaften, ebenso 2006 im Viererbob. Im Viererbob gewann er 2008 in Altenberg sein erstes Weltcuprennen. In Königssee folgte dann im Januar 2009 sein zweiter Weltcupsieg im Viererbob. Den dritten Weltcupsieg feierte er 2010 in der Mannschaft wiederum in Königssee. Weiterhin konnte er von 2006 bis 2010 noch mehrere Podestplatzierungen im Weltcup erreichen. Zu seinen weiteren großen Erfolgen gehört ein dritter Platz bei den Europameisterschaften 2009 in St. Moritz und ein vierter Rang bei den Europameisterschaften 2010 in Innsbruck. Aufgrund zeitlicher Probleme, die von der Beendigung des Studiums und dem Beginn der Arbeit als Lehrer herrührten und die ein ernsthaftes Training unter leistungssportlichen Bedingungen nur noch bedingt zuließen, beendete Udvari 2010 im Alter von 28 Jahren seine aktive Karriere.